# Messumsetzer
Als Messumsetzer werden gemäß DIN 1319 solche Messmittel (Messgerät, Messeinrichtung, Normal …), bezeichnet, die ihre Eingangsgröße in eine Ausgangsgröße mit anderer Signalstruktur umsetzen; dabei können Messsignale eine analoge oder digitale Signalstruktur aufweisen, ggf. auch unterschiedlich digital kodierte Strukturen. Zur Abgrenzung und Erklärung analoger und digitaler Signale siehe unter Digitale Messtechnik.
Messumsetzer gliedern sich demnach in
- Analog-Digital-Umsetzer
- Digital-Analog-Umsetzer
- Kodeumsetzer

Die Umsetzer liefern ihre Information als
- sichtbare Anzeige oder
- elektrisches Signal, aber auch eine
- innere Speicherung ist möglich.

Dabei gibt es für das elektrische Signal eine Vielzahl konkurrierender Schnittstellen, wenn die Information in einer Einrichtung der Automatisierungstechnik unmittelbar eingebunden werden soll, wie z. B.:
- RS232
- RS485
- Synchron-serielles Interface (SSI)
- Profibus
- Ethernet
- FSK-Bus

Häufig bieten Messumsetzer eine galvanische Trennung von Mess- und Ausgangsgröße.
Zu Messmitteln, die mit nur analogen Signalen arbeiten, siehe unter Messumformer.